# Moulin fortifié de Cougnaguet
Le moulin fortifié de Cougnaguet est un bâtiment situé à Calès, en France.

## Localisation
Le moulin est situé dans le département français du Lot.

## Historique
Un moulin est mentionné pour la première fois en 1260. Il a été construit par des frères convers des granges cisterciennes d'Alix, près de Rocamadour, et appartenait à l'abbaye d'Aubazine, en Corrèze.
La construction du moulin à eau actuel a commencé en 1292. Les travaux se sont achevés en 1350.
Le 19 juillet 1778, les moines vendent le moulin à un particulier. On peut lire dans les embrasures des ouvertures quelques signatures de meuniers datées 1778, 1779, 1907. 
Le moulin a fonctionné jusqu'en 1959.
L'édifice est inscrit au titre des monuments historiques le 10 décembre 1925.

## Description

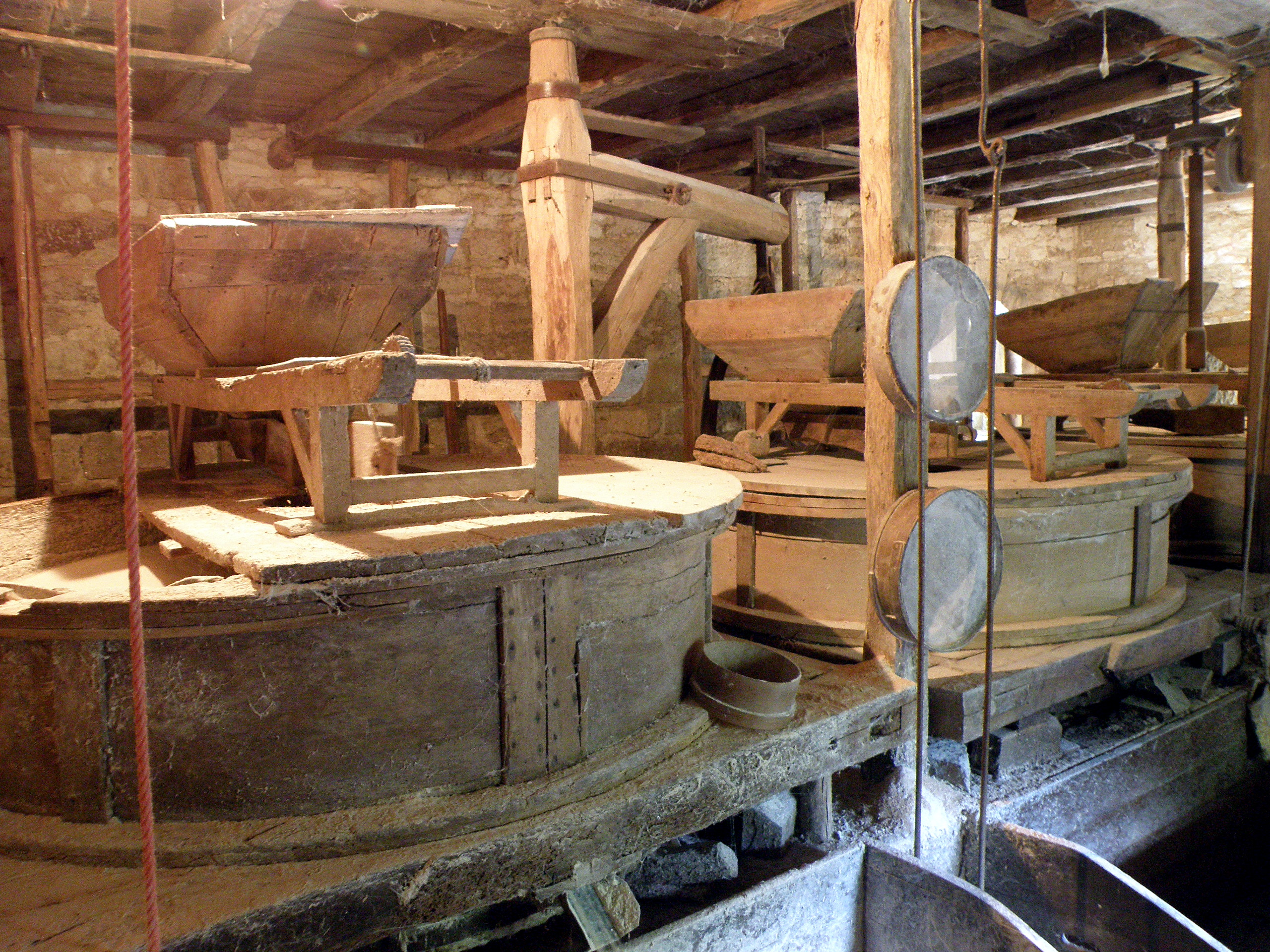
Coffrage en bois et alimentation.

Le moulin a été construit essentiellement en pierre de taille a été bâti sur le cours de l'Ouysse. Isolé et pouvant être attaqué par des pillards, il a des éléments défensifs sur trois des côtés de la salle des meules et sur la façade méridionale, avec notamment deux meurtrières. L'entrée se faisait par un passage à gué qui pouvait être noyé en ouvrant les vannes.
L'intérieur est pavé de galets. Le moulin est équipé de quatre paires de meules de 1,5 tonne entraînées par des rouets en bois. 
Le moulin est alimenté en eau grâce à un barrage de 6 mètres d'épaisseur sur l'Ouysse. Le système de vannes du moulin est actionné par un treuil en bois.
Le système est dans un parfait état de conservation et d'entretien dans la tradition et le respect des matériaux des mécanismes. 
Le moulin est visitable et propose des démonstrations de mouture d'avril à septembre.